# 青森県道46号川内佐井線
青森県道46号川内佐井線（あおもりけんどう46ごう かわうちさいせん）は青森県むつ市川内町から下北郡佐井村に至る県道（主要地方道）である。通称かもしかライン。

## 概要
起点のむつ市川内町で、下北半島の海岸線を経由する国道338号から分岐し、下北半島の内陸側の湯の川温泉を経て、佐井村の終点で再び国道338号に接続する。
脇野沢村（現むつ市）と佐井村の間に国道338号（海峡ライン）が開通する以前から（開通当時は県道）、佐井村や大間町方面と、川内町（現むつ市）や脇野沢村方面を結ぶ県道として開通し利用されていた。
また、海峡ラインは国道昇格後もしばらくは未舗装区間が残り、県道46号が先に全線で舗装化した。

### 路線データ
- 起点：むつ市川内町[1]（国道338号交点）
- 終点：下北郡佐井村[1]（国道338号交点）

## 歴史
- 1983年（昭和58年）1月11日 - 県道に認定される[1]。
- 1993年（平成5年）5月11日 - 建設省により県道川内佐井線が主要地方道川内佐井線に指定される[2]。

## 路線状況

### 冬期通行止
- なし - 大雪が見込まれる場合のみ通行止めになる区間がある[3]

## 地理

### 交差する道路
- 国道338号（むつ市川内町、起点）
- 青森県道253号長後川内線（むつ市川内町家ノ辺）
- 国道338号（下北郡佐井村、終点）

### 沿線の施設など
- ふれあい温泉川内
- 湯野川温泉